# Куба Василь Тарасович
Васи́ль Тара́сович Ку́ба (6 квітня 1992, Велика Лука, Тернопільська область — 3 січня 2024, Новомихайлівка, Донецька область) — український військовослужбовець, учасник російсько-української війни, нагороджений орденом «За мужність»

## Життєпис
Навчався у Мишковицькій школі. У 2022 році одружився. Був мобілізований на службу у травні 2023 року. На посаду командира відділення 1 десантно-штурмового відділення 79 окремої десантно-штурмової бригади.
Загинув 3 січня 2024 року під час виконання бойового завдання поблизу Новомихайлівки Донецької області.

## Нагороди
- Орден «За мужність» ІІІ ступеня (13 травня 2024, посмертно) — за особисту мужність, виявлену у захисті державного суверенітету та територіальної цілісності України, самовіддане виконання військового обов'язку[3]